# Веласкес, Консуэло
Консуэ́ло Вела́скес То́ррес (исп. Consuelo Velázquez Torres; 21 августа 1916, Сьюдад-Гусман, штат Халиско, Мексика — 22 января 2005, Мехико) — мексиканская пианистка и композитор, известная прежде всего как автор песни «Bésame mucho».

## Биография
Дочь Исаака Веласкеса дель Валье (Velázquez del Valle) и Марии де Хесус Торрес Ортис де Веласкес (Torres Ortiz de Velázquez). С четырёхлетнего возраста жила с семьёй в Гвадалахаре. С шести лет Веласкес начала заниматься музыкой в музыкальной школе Рамона Серратоса, изучала игру на фортепиано, стала сочинять песни. В возрасте девяти лет перебралась вслед за Серратосом в Мехико, где и завершила своё исполнительское образование. В дальнейшем также совершенствовала своё мастерство под руководством Клаудио Аррау. В 1938 г. дебютировала с сольным концертом во Дворце искусств в Мехико.
Песня «Бесаме мучо» («Bésame mucho») была написана ею в 1932 году под впечатлением услышанной арии из оперы Энрике Гранадоса «Гойески». Начиная с 1944 года песня стала широко исполняться в США, в том числе оркестром Джимми Дорси. Среди других известных песен Консуэло Веласкес — «Любить и жить» (Amar y vivir), «Качито» («Cachito»), «Будь счастлив» (Que seas feliz). Помимо карьеры композитора Веласкес эпизодически снималась в кино — как актриса (в фильме «Карнавальные ночи» режиссёра Хулио Сарасени, 1938) и как пианистка.
В 1979—1982 гг. была депутатом Палаты депутатов Конгресса Мексики (36 избирательный округ от Федерального округа, выдвинула ИРП). Возглавляла Союз композиторов Мексики. Удостоена многочисленных национальных и международных премий, почётная гражданка своего родного города Сьюдад-Гусман (1981). В конце 1970-х годов посетила Москву для участия в качестве члена жюри в Международном конкурсе имени П. И. Чайковского.
Скончалась Веласкес из-за осложнений на сердце, возникших после того, как в ноябре 2004 года она упала и сломала три ребра. В том же году на доме, где она родилась, была размещена мемориальная доска.

## Личная жизнь
Была замужем за владельцем СМИ и промоутером художников Мариано Ривера Конде (умершим в 1977 году). Дети от этого брака — Мариано и Серджио Ривера Веласкес.